# 南丹市立園部小学校
南丹市立園部小学校（なんたんしりつ そのべしょうがっこう）は、京都府南丹市園部町にある公立小学校。

## 沿革
- 1872年6月 - 前身の明新校が開校
- 1872年6月 - 小桜校へ改称
- 1886年4月 - 小桜校を園部尋常小学校へ改称
- 1908年4月 - 園部尋常高等小学校へ改称
- 1929年4月 - 園部第一尋常高等小学校、園部第二尋常高等小学校へ改称
- 1941年4月 - 国民学校令により、園部第一国民学校、園部第二国民学校へ改称
- 1942年4月 - 園部第一国民学校、園部第二国民学校を統合し、園部国民学校へ改称
- 1947年5月 - 学制改革により、西本梅村立西本梅小学校へ改称
- 1955年4月 - 新校舎竣工、3町村（園部町、摩気村、西本梅村）の合併により、園部町立園部小学校へ改称
- 1999年 - 現在地に移転し、園部町立園部第二小学校を分離
- 2006年1月1日 - 4町（園部町、八木町、日吉町、美山町）の合併により、南丹市立園部小学校へ改称
- 2015年4月 - 小学校の再編計画により[1][2]、南丹市立西本梅小学校、南丹市立摩気小学校の両校と統合し、新たな園部小学校として開校[3]。

## 校歌
旧校歌
作詞：能勢朝次、作曲：吉田恒三
現校歌
作詞：奥野和夫、作曲：櫛田胅之扶 – 2015年度より新しい校歌として制定。

## 主な進学先
- 南丹市立園部中学校

## 学校の周辺
- 南丹市役所
- 京都府警察南丹警察署
- 園部郵便局

## 交通アクセス
- 山陰本線（嵯峨野線）園部駅下車
  - バス停「園部大橋」下車

## 通学区域が隣接している学校
- 亀岡市立育親学園
- 南丹市立八木西小学校
- 南丹市立園部第二小学校
- 南丹市立殿田小学校
- 京丹波町立丹波ひかり小学校
- 京丹波町立竹野小学校
- （兵庫県）丹波篠山市立多紀小学校
- （大阪府）能勢町立能勢ささゆり学園